# Nathalie Santer
Nathalie Santer (San Candido, 28 marzo 1972) è un'allenatrice di biathlon, ex biatleta ed ex fondista italiana. Ha doppio passaporto, italiano e belga; per i colori belgi ha gareggiato dal 2006.
È sorella di Saskia e Stephanie ed ex moglie del norvegese Ole Einar Bjørndalen, a loro volta sciatori nordici di alto livello.

## Biografia

### Carriera nel biathlon
Di padre italiano e madre belga, la Santer ha iniziato a gareggiare a diciassette anni e nel 1990 è arrivata alla nazionale maggiore italiana. Nei primi anni novanta ha raccolto prestigiosi risultati, con numerosi piazzamenti al vertice in Coppa del Mondo. Sfruttando soprattutto la sua grande velocità sugli sci, in carriera ha totalizzato tre vittorie e quindici podi in Coppa del Mondo.
In carriera ha partecipato a cinque edizioni dei Giochi olimpici invernali: Albertville 1992 (16ª in sprint, 8ª in individuale, 13ª in staffetta), Lillehammer 1994 (7ª in sprint, suo miglior risultato olimpico, 25ª in individuale), Nagano 1998 (10ª in sprint, 18ª in individuale), Salt Lake City 2002 (40ª in sprint, non conclude l'individuale, 11ª in staffetta) e Torino 2006 (26ª in sprint, 52ª in individuale, 38ª in inseguimento, 12ª in staffetta).
Dalla stagione 2006-2007 è passata alla nazionale belga; con i nuovi colori ha gareggiato, in Coppa del Mondo e ai Mondiali, fino al 2008, senza più conseguire risultati di rilievo.

### Carriera nello sci di fondo
Con i colori azzurri ha sporadicamente preso parte ad alcune gare secondarie tra il 1995 e il 2001; con quelli belgi ha partecipato ai Mondiali del 2007 a Sapporo, chiudendo in 53ª posizione la 10 km.

### Carriera da allenatrice
Dopo il ritiro è divenuta allenatrice della nazionale belga di biathlon.

## Palmarès

### Biathlon

#### Coppa del Mondo
- Miglior piazzamento in classifica generale: 2ª nel 1994
- 15 podi (tutti individuali[4]), oltre a quelli conquistati in sede olimpica o iridata e validi ai fini della Coppa del Mondo:
  - 3 vittorie
  - 3 secondi posti
  - 9 terzi posti

##### Coppa del Mondo - vittorie
| Data             | Località    | Nazione  | Spec. |
| ---------------- | ----------- | -------- | ----- |
| 9 dicembre 1993  | Bad Gastein | Austria  | IN    |
| 11 dicembre 1993 | Bad Gastein | Austria  | SP    |
| 15 gennaio 2000  | Ruhpolding  | Germania | SP    |

Legenda:

SP = sprint

IN = individuale

#### Campionati italiani
- 33 medaglie:
  -  17 ori
  -  11 argenti
  -  5 bronzi[senza fonte]

### Sci di fondo

#### Campionati italiani
- 2 medaglie[5]:
  - 1 argento (30 km TL nel 1996)
  - 1 bronzo (30 km TL nel 2001)

## Riconoscimenti
Alla Santer è dedicato l'anello da fondo "Nathalie", di 7,5 km, a Dobbiaco.